# Борли (Бокейординский район)
Борли (каз. Бөрілі) — село в Бокейординском районе Западно-Казахстанской области Казахстана. Административный центр сельского округа им. Темира Масина. Код КАТО — 275437100.

## Население
В 1999 году население села составляло 1108 человек (564 мужчины и 544 женщины). По данным переписи 2009 года, в селе проживало 1277 человек (652 мужчины и 625 женщин).